# Liste des circonscriptions législatives de la Haute-Savoie
Le département français de la Haute-Savoie est, sous la Cinquième République, constitué de trois circonscriptions législatives de 1958 à 1986, de cinq circonscriptions après le redécoupage électoral de 1986 puis de six circonscriptions depuis le redécoupage de 2010, entré en application à compter des élections législatives de 2012.

## Présentation
Par ordonnance du 13 octobre 1958 relative à l'élection des députés à l'Assemblée nationale, le département de la Haute-Savoie est d'abord constitué de trois circonscriptions électorales.
Lors des élections législatives de 1986 qui se sont déroulées selon un mode de scrutin proportionnel à un seul tour par listes départementales, le nombre de sièges de la Haute-Savoie a été porté de trois à cinq.
Le retour à un mode de scrutin uninominal majoritaire à deux tours en vue des élections législatives suivantes, a maintenu ce nombre de cinq sièges,, selon un nouveau découpage électoral.
Le redécoupage des circonscriptions législatives réalisé en 2010 et entrant en application à compter des élections législatives de juin 2012, a modifié le nombre et la répartition des circonscriptions de la Haute-Savoie, porté à six du fait de la sous-représentation démographique du département.

## Composition des circonscriptions

### Composition des circonscriptions de 1958 à 1986
À compter de 1958, le département de la Haute-Savoie comprend trois circonscriptions regroupant les cantons suivants :
- 1re circonscription : Alby-sur-Chéran, Annecy-Nord, Annecy-Sud, Cruseilles,  Faverges, Frangy, Rumilly, Saint-Julien-en-Genevois, Seyssel, Thônes, Thorens-Glières.
- 2e circonscription : Abondance, Le Biot, Boëge, Douvaine, Évian-les-Bains, Saint-Jeoire, Samoëns, Taninges, Thonon-les-Bains.
- 3e circonscription : Annemasse, Bonneville, Chamonix-Mont-Blanc, Cluses, Reignier, La Roche-sur-Foron, Saint-Gervais-les-Bains, Sallanches.

### Composition des circonscriptions de 1988 à 2012
À compter du découpage de 1986, le département de la Haute-Savoie comprend cinq circonscriptions regroupant les cantons suivants :
- 1re circonscription : Annecy-Nord-Ouest, Annecy-le-Vieux, Cruseilles, Frangy, Rumilly, Seyssel, Thorens-Glières.
- 2e circonscription : Alby-sur-Chéran, Annecy-Centre, Annecy-Nord-Est, Faverges, Seynod, Thônes.
- 3e circonscription : Bonneville, Chamonix-Mont-Blanc, Cluses, Saint-Gervais-les-Bains, Sallanches, Scionzier.
- 4e circonscription : Annemasse-Nord, Annemasse-Sud, Reignier, La Roche-sur-Foron, Saint-Julien-en-Genevois.
- 5e circonscription : Abondance, Le Biot, Boëge, Douvaine, Évian-les-Bains, Saint-Jeoire, Samoëns, Taninges, Thonon-les-Bains.

### Composition des circonscriptions à compter de 2012
Depuis le nouveau découpage électoral, le département comprend six circonscriptions regroupant les cantons suivants :
- 1re circonscription : Annecy-Nord-Ouest, Annecy-le-Vieux, Rumilly, Thorens-Glières
- 2e circonscription : Alby-sur-Chéran, Annecy-Centre, Annecy-Nord-Est, Faverges, Seynod, Thônes.
- 3e circonscription : Boëge, Bonneville, Cruseilles, Reignier, La Roche-sur-Foron, Saint-Jeoire.
- 4e circonscription : Annemasse-Nord, Annemasse-Sud, Frangy, Saint-Julien-en-Genevois, Seyssel
- 5e circonscription : Abondance, Biot, Douvaine, Évian-les-Bains, Thonon-les-Bains-Est, Thonon-les-Bains-Ouest.
- 6e circonscription : Chamonix-Mont-Blanc, Cluses, Saint-Gervais-les-Bains, Sallanches, Samoëns, Scionzier, Taninges

À la suite du redécoupage des cantons de 2014, les circonscriptions législatives ne sont plus composées de cantons entiers mais continuent à être définies selon les limites cantonales en vigueur en 2010. Les circonscriptions sont ainsi composées des cantons actuels suivants :
- 1re circonscription : cantons d'Annecy-1, Annecy-3, Faverges-Seythenex (6 communes) et Rumilly (17 communes), communes de Cuvat et Villy-le-Pelloux
- 2e circonscription : cantons d'Annecy-2, Annecy-4, Faverges-Seythenex (17 communes) et Rumilly (11 communes)
- 3e circonscription : cantons de Bonneville, La Roche-sur-Foron (sauf communes de Cuvat et Villy-le-Pelloux) et Sciez, communes de Mont-Saxonnex et Thyez
- 4e circonscription : cantons d'Annemasse, Gaillard et Saint-Julien-en-Genevois
- 5e circonscription : cantons d'Evian-les-Bains (sauf communes de la Côte-d'Arbroz et des Getz), Sciez (17 communes) et Thonon-les-Bains
- 6e circonscription : cantons de Cluses (sauf communes de Mont-Saxonnex et Thyez), Le Mont-Blanc et Sallanches, communes de La Côte-d'Arbroz et des Gets